# Kenyaconger
Kenyaconger is een monotypisch geslacht van straalvinnige vissen uit de familie van zeepalingen (Congridae).

## Soort
- Kenyaconger heemstrai D. G. Smith & Karmovskaya, 2003